# Hero (motorfiets)

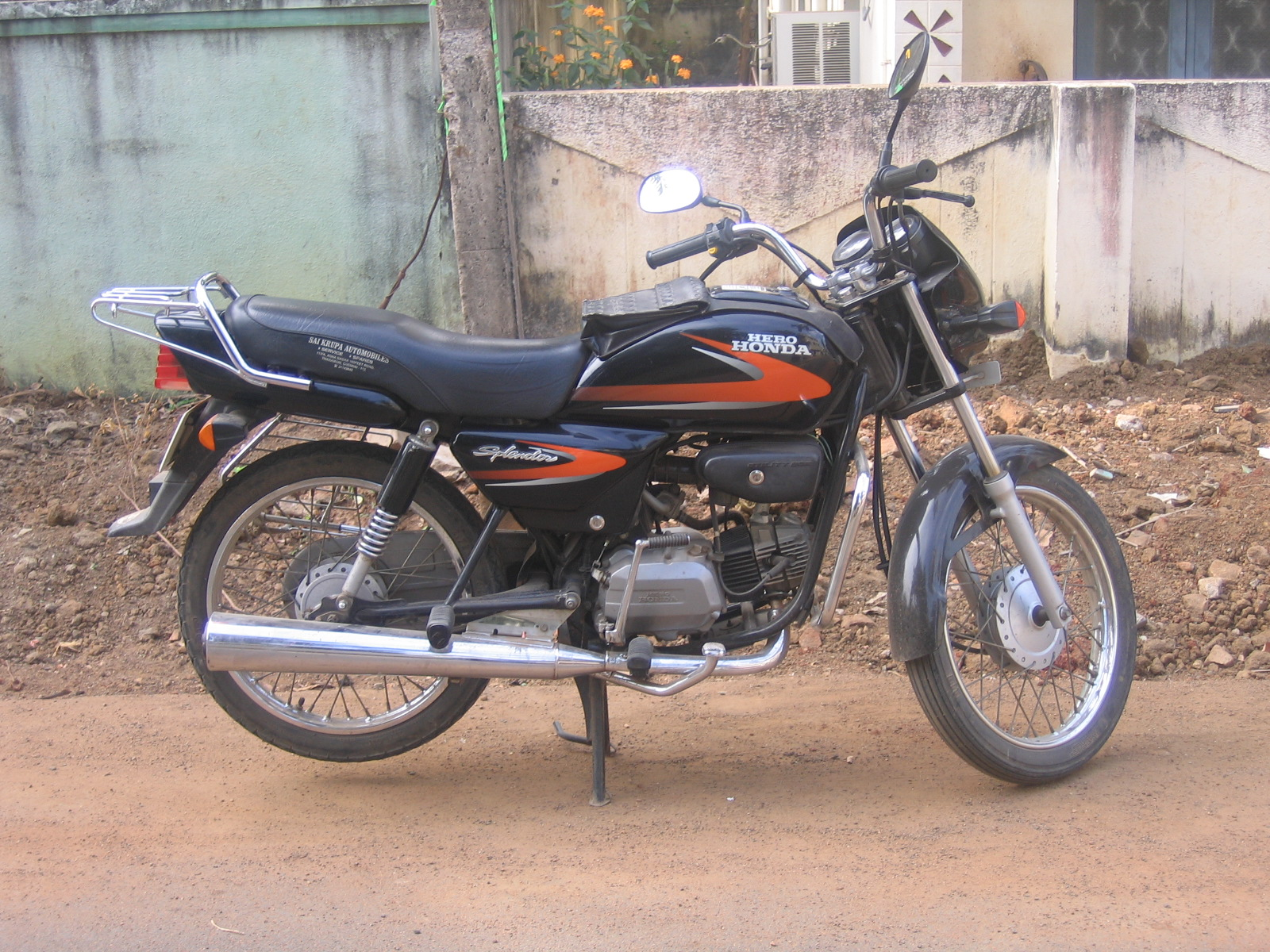
Hero Honda uit 2006

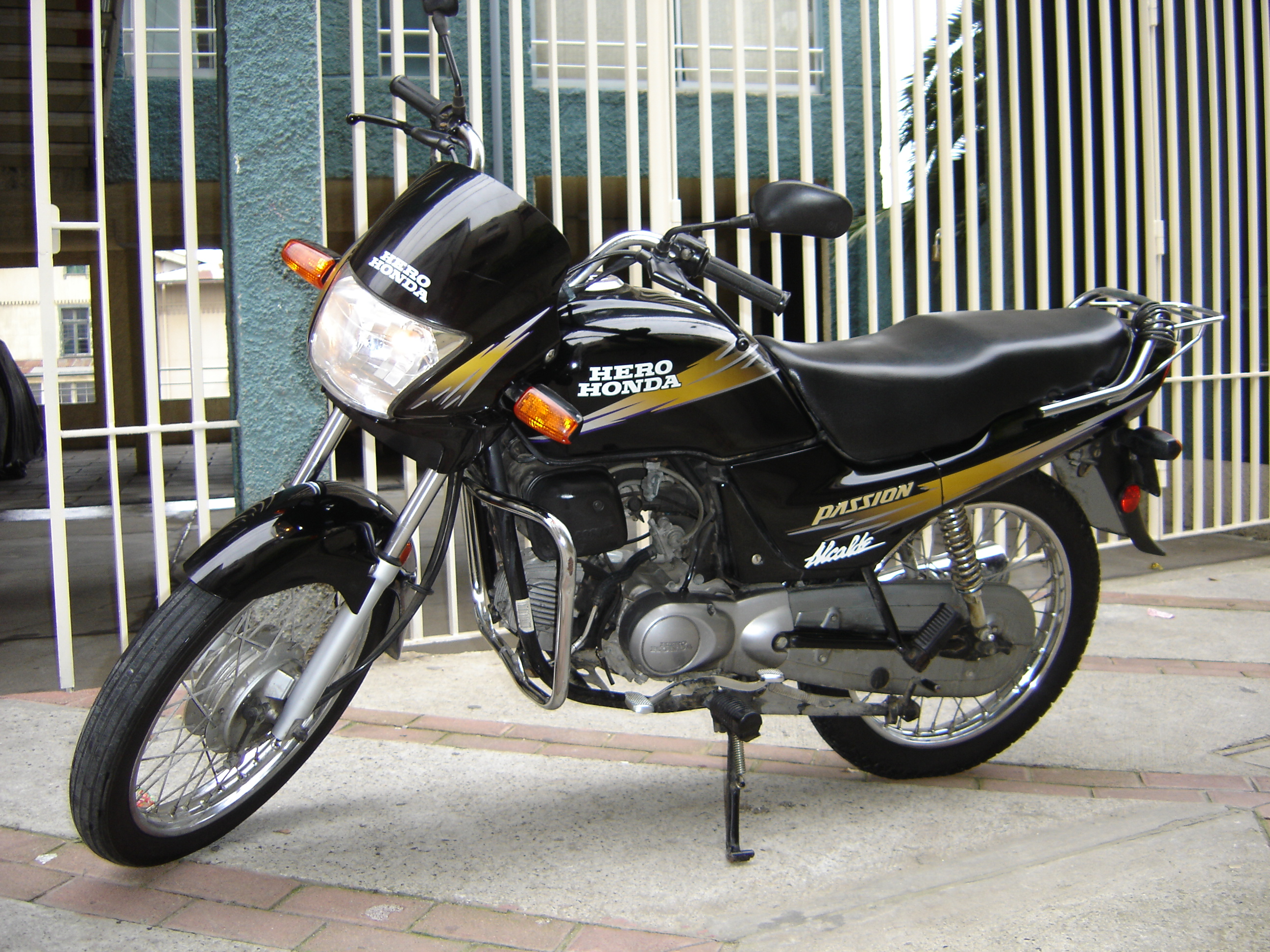
Hero Honda CG 100 Passion

Hero is een motorfietsmerk uit India.
Hero produceert of produceerde motorfietsen, scooters en bromfietsen met motorblokken van andere fabrikanten, zoals Honda en Puch. Het bedrijf startte onder de noemer Hero Honda omstreeks 1984 als joint venture tussen de Indiase fietsfabrikant Hero Cycles en het Japanse Honda. Na het vertrek in 2010 van Honda uit de samenwerking is de naam gewijzigd naar Hero MotoCorp.